# 埃爾多拉多 (阿肯色州)
埃爾多拉多（英語：El Dorado）是一個位於美國阿肯色州猶尼昂縣的城市。根據2020年美國人口普查，該地人口為17756人，而該地的面積約為41.98平方千米。同時該地也是猶尼昂縣的縣治。

## 地理
埃爾多拉多的座標為33°12′49″N 92°39′45″W / 33.21361°N 92.66250°W，而該地的平均海拔高度為79米（即259英尺）。